# Roberto Pérez (Schiedsrichter)
Roberto Bruno Pérez Gutierrez (* 14. Dezember 1991) ist ein peruanischer Fußballschiedsrichter.
Pérez ist seit 2018 Schiedsrichter in der peruanischen Primera División und hat in dieser bereits über 110 Partien geleitet.
Seit 2022 steht er auf der Liste der FIFA-Schiedsrichter und leitet internationale Fußballpartien.
Bei der U-17-Weltmeisterschaft 2023 in Indonesien leitete Pérez zwei Spiele in der Gruppenphase und ein Achtelfinale.